# Lynley Hannen
Lynley Joye Hannen, po mężu Coventry (ur. 27 sierpnia 1964 w Dunedin) – nowozelandzka wioślarka. Brązowa medalistka olimpijska z Seulu.
Zawody w 1988 były jej jedynymi igrzyskami olimpijskimi. Brązowy medal zdobyła w dwójce bez sternika. Partnerowała jej Nicola Payne. Brała udział w kilku edycjach mistrzostwach świata, w różnych konkurencjach.
Jej mąż Bill Coventry również był wioślarzem i olimpijczykiem.